# 砂漠の抜け方
砂漠の抜け方（さばくのぬけかた）は、美月の2枚目のシングルである。

## 収録曲
1. 砂漠の抜け方
2. eternalmemory
3. 砂漠の抜け方 (Instrumental)
4. eternalmemory (Instrumental)

## タイアップ
1. 砂漠の抜け方
テレビ東京「スキバラ」10月度エンディグテーマ曲

| スキバラエンディングテーマ          |                                    |                                              |
| 2006年9月度 扇愛奈 『レベルアップ』 | 2006年10月度 美月 『砂漠の抜け方』 | 2006年11月度 少年カミカゼ 『L.A.U.G.H.I.N'』 |